# Santiago Challenger 1993
Il Santiago Challenger 1993 è stato un torneo di tennis facente parte della categoria ATP Challenger Series nell'ambito dell'ATP Challenger Series 1993. Il torneo si è giocato a Santiago in Cile dal 12 al 19 aprile 1993 su campi in terra rossa.

## Vincitori

### Singolare
Il torneo non è stato completato

### Doppio
Il torneo non è iniziato